# Vệ (họ)
Vệ (chữ Hán: 衞, Bính âm: Wei) là một họ của người Trung Quốc. Họ này đứng thứ 12 trong danh sách Bách gia tính.

## Người Trung Quốc họ Vệ nổi tiếng
- Vệ Ưởng, hay Thương Ưởng, nhà cải cách nổi tiếng thời Chiến Quốc ở nước Tần.
- Vệ Thanh, danh tướng thời nhà Hán
- Vệ Tử Phu, hoàng hậu của Hán Vũ Đế, chị gái của Vệ Thanh
- Vệ Lập Hoàng, Tư lệnh Quân đội Quốc Dân Đảng Trung Quốc